# Glochidion ellipticum
Glochidion ellipticum là một loài thực vật có hoa trong họ Diệp hạ châu. Loài này được Wight mô tả khoa học đầu tiên năm 1852.

## Hình ảnh

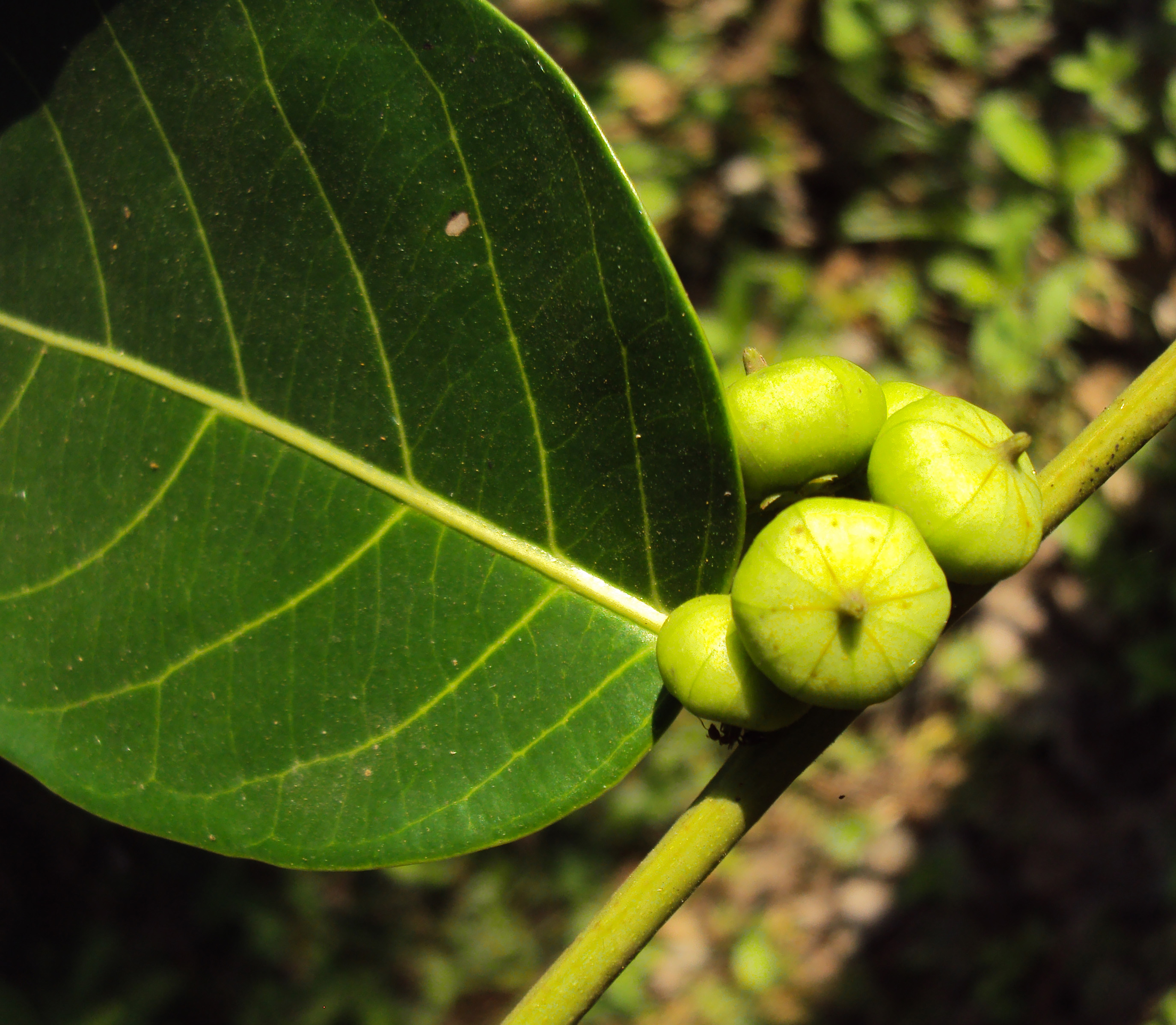
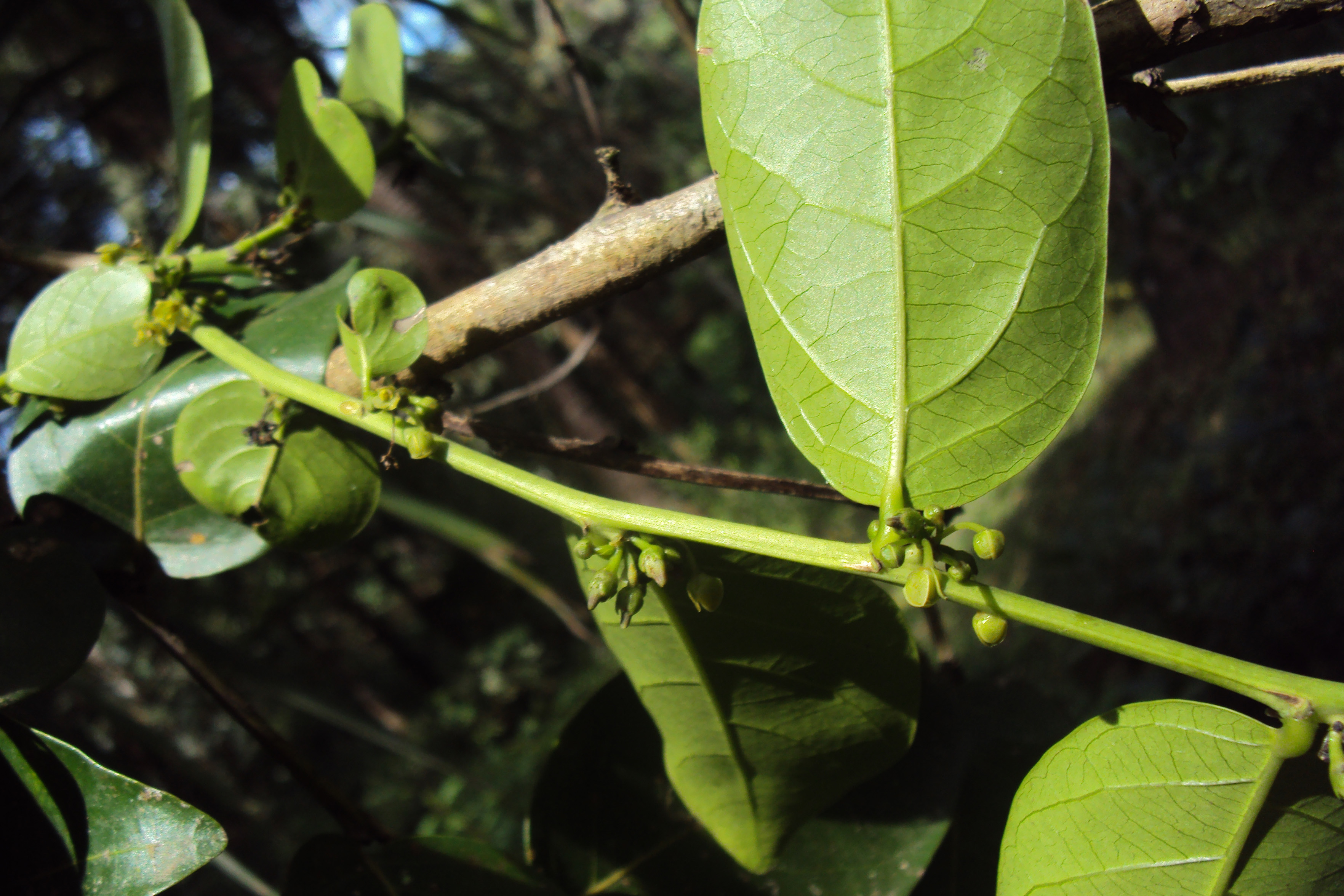
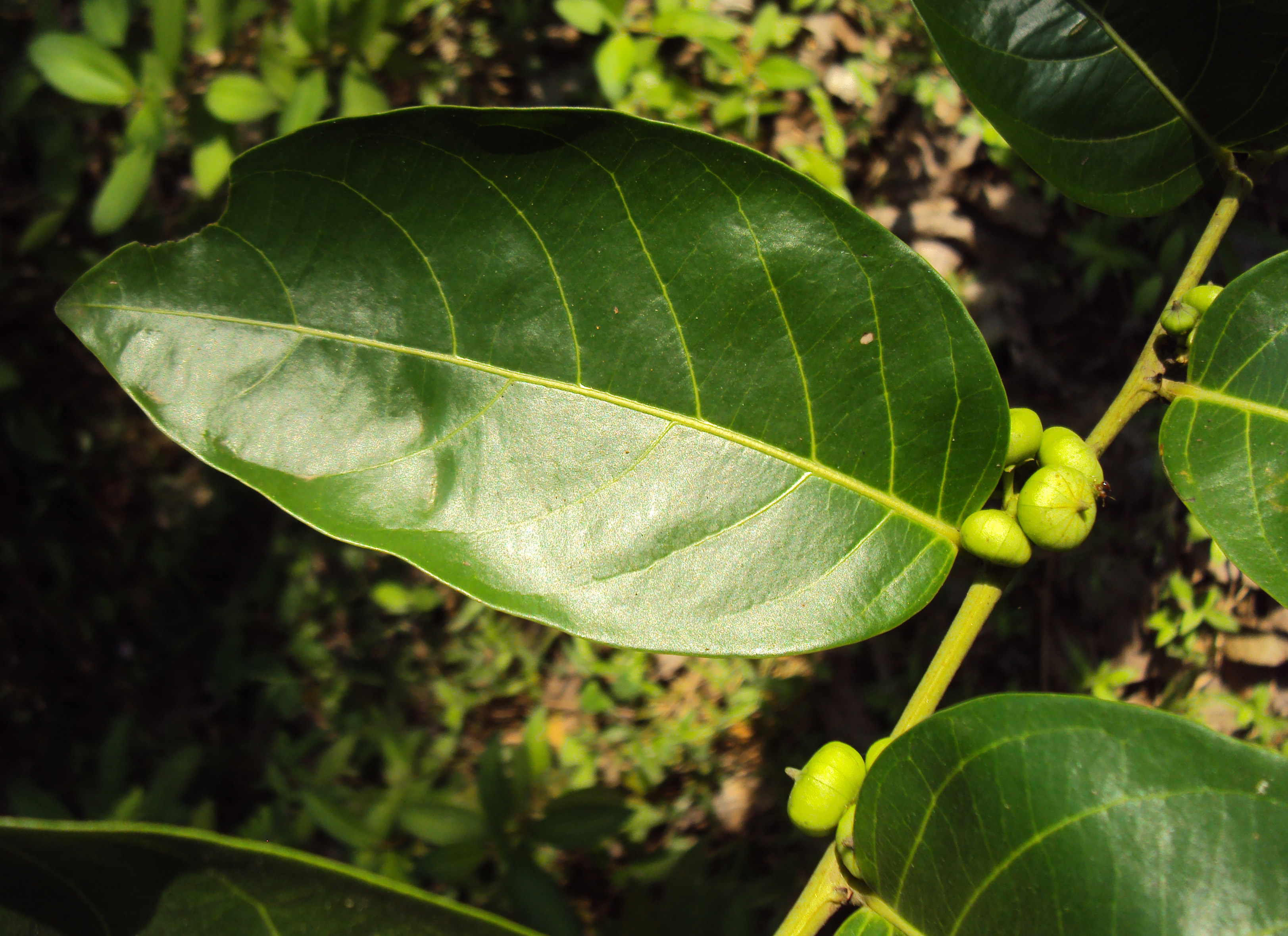
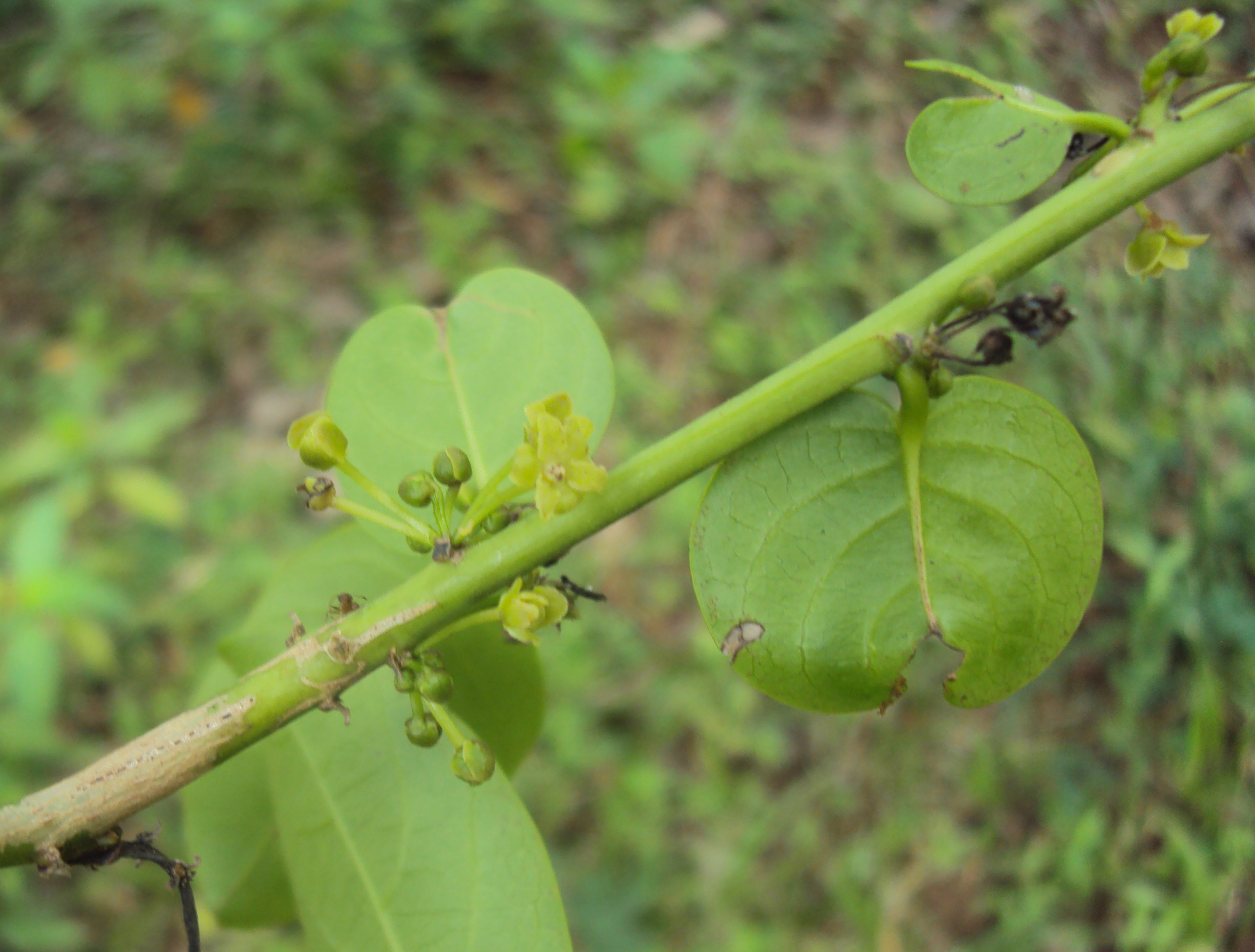